# Caturela
Caturela é um lugar da freguesia de Aguçadoura, município da Póvoa de Varzim, Portugal. No censo de 2001 tinha 529 habitantes.
Situa-se  na parte sul da freguesia, ocupando cerca de 1/10 da sua área. É limitado a poente, pelo mar; a sul, pelo lugar de Santo André; a nascente, pelo lugar do Granjeiro e a norte pelo lugar do Fieiro.